# Antoni Batista i Viladrich
Antoni Batista Viladrich (Barcelona, 17 d'agost de 1952) és un periodista, músic i escriptor català.
Doctorat en Ciències de la comunicació, ha estat professor de la facultat de Ciències de la Comunicació de la Universitat Autònoma de Barcelona, "Teoria i pràctica de la redacció periodística", i de la Universitat Rovira i Virgili de Tarragona, "Periodisme especialitzat en conflictes" i "Periodisme cultural". Ha impartit docència al màster d'Estudis Històrics, "Nació i Ciutadania", de la facultat d'Història de la Universitat de Barcelona i al Postgrau de Direcció de Centres Educatius de la Universitat Rovira i Virgili.
Ha treballat en diversos mitjans, va ser crític musical del Diari de Barcelona (1976-1980), enviat especial del diari Avui als anys vuitanta, i va ser redactor de La Vanguardia (1989-2003). Es va especialitzar en periodisme en situacions de conflicte, molt singularment en els casos d'Israel/Palestina, Irlanda i País Basc, temàtica sobre la qual ha escrit deu llibres, en va fer el treball de recerca de doctorat i participa habitualment en seminaris, màsters i conferències. Ha estat director d'Anàlisi i Estratègia del Departament de la Presidència de la Generalitat de Catalunya (2003-2006), director de Comunicació de l'Institut Ramon Llull (2006-2008) i director de Comunicació del Gran Teatre del Liceu (2008-2009).
Des del 2012, escriu al diari Ara, i actualment n'és el Defensor del Lector. Col·labora al Diari de Tarragona, la revista Sàpiens i Els Matins de TV3.

## Obres
Els títols dels llibres sobre el País Basc són:
- Artapalo. ETA després de Txomin (amb Josep Playà). Editorial Pòrtic, 1987.
- Terror i Negligència. Hipercor i la construcció periodística d'ETA. Edicions de La Magrana / RBA, 1997.
- Diario privado de la guerra vasca. Plaza & Janés / Random House Mondadori, 1999.
- Euskadi sin prejuicios. Plaza & Janés / Random House Mondadori, 2001.
- Voces sobre Euskadi. Plaza & Janés / Random House Mondadori, 2004.
- Madariaga. De las armas a la palabra. RBA, 2007.
- Catalunya i Euskadi. Nació còncava i convexa. Angle Editorial, 2011.
- Adiós a las armas. Una crónica del final de ETA. Debate / Random House Mondadori, 2012.
- Otegi, la força de la pau. La Campana, 2015.[4]
- Otegi, la fuerza de la paz. La Campana, 2015.
- ETA i nosaltres Editorial Pòrtic, 2020[5]

Entre les seves publicacions, destaquen també els seus llibres d'història de la resistència antifranquista i sobre moviments socials.
- La gran conspiración. Crònica de l'Assemblea de Catalunya (amb Josep Playà). Empúries / Edicions 62, 1991.
- La Brigada Social. Empúries / Edicions 62, 1995.
- Okupes. La mobilització sorprenent. Plaza & Janés / Random House Mondadori, 2002.
- La carta. Historia de un comisario franquista. Debate / Random House Mondadori, 2010.
- Matar a Franco. Debate / Random House Mondadori, 2015.
- A la caça del PSUC. Grup 62, 2016.
- Al Palau, a l'hivern. Ed Base. 2017.
- Clandestins. Angle Editorial, 2018.
- Memòria de la resistència antifranquista. Pagès Editors, 2021.
- La veritat del cas Comorera. Ara Llibres, 2025.

La música també ha estat un dels objectes de periodisme, crítica i recerca, i va ser objecte de la seva tesi doctoral, Paraula i música. La crítica musical a la premsa (UAB, 2003, excel·lent cum laude). Va dirigir les revistes especialitzades Músicos i Vibraciones i el programa de televisió BTV Clásica (2001-2004).
Ha publicat els següents llibres sobre temàtica musical: 
- Antoni Ros Marbà. El mestre. Joventuts Musical, 1979.
- Barcelona i el Liceu. Història d'un repte. La Vanguardia, 1994.
- Eduard Toldrà. Un assaig sobre la direcció d'orquestra a Barcelona. Beta Editorial, 1995.
- Raimon. La construcció d'un cant. RBA/La Magrana, 2005.
- Raimon. Paraula i cant. Edicions Bromera, 2016.
- La sinfonía de la libertad. Editorial Debate, 2018.
- La nostra Cançó. Pòrtic, 2024.

Ha desenvolupat una línia d'investigació sobre religió i teologia des de la perspectiva de les Ciències de la Comunicació:
- Montserrat. Els misteris de la Muntanya Sagrada. L'Arquer / Edicions 62, 2008

- Els portaveus de Déu. Fragmenta Editorial, 2022.
- Los portavoces de Dios. Fragmenta Editorial, 2022.
- La pastoral dels pobres. Genoveva & Adrià. Generalitat de Catalunya, 2024.

## Premis
Ha guanyat els premis de periodisme: 
- Avui. Festa Literària de Santa Llúcia, 1985.
- Premi de periodisme d'investigació Ramon Barnils. Premis Octubre, 2001.
- Mañé i Flaquer, 2006, per la seva trajectòria periodística sobre el conflicte basc.
- Premi Irla d'Assaig, 2011.
- Menció Especial Premis Ferran Soldevila, 2021.